# Miljöteknik

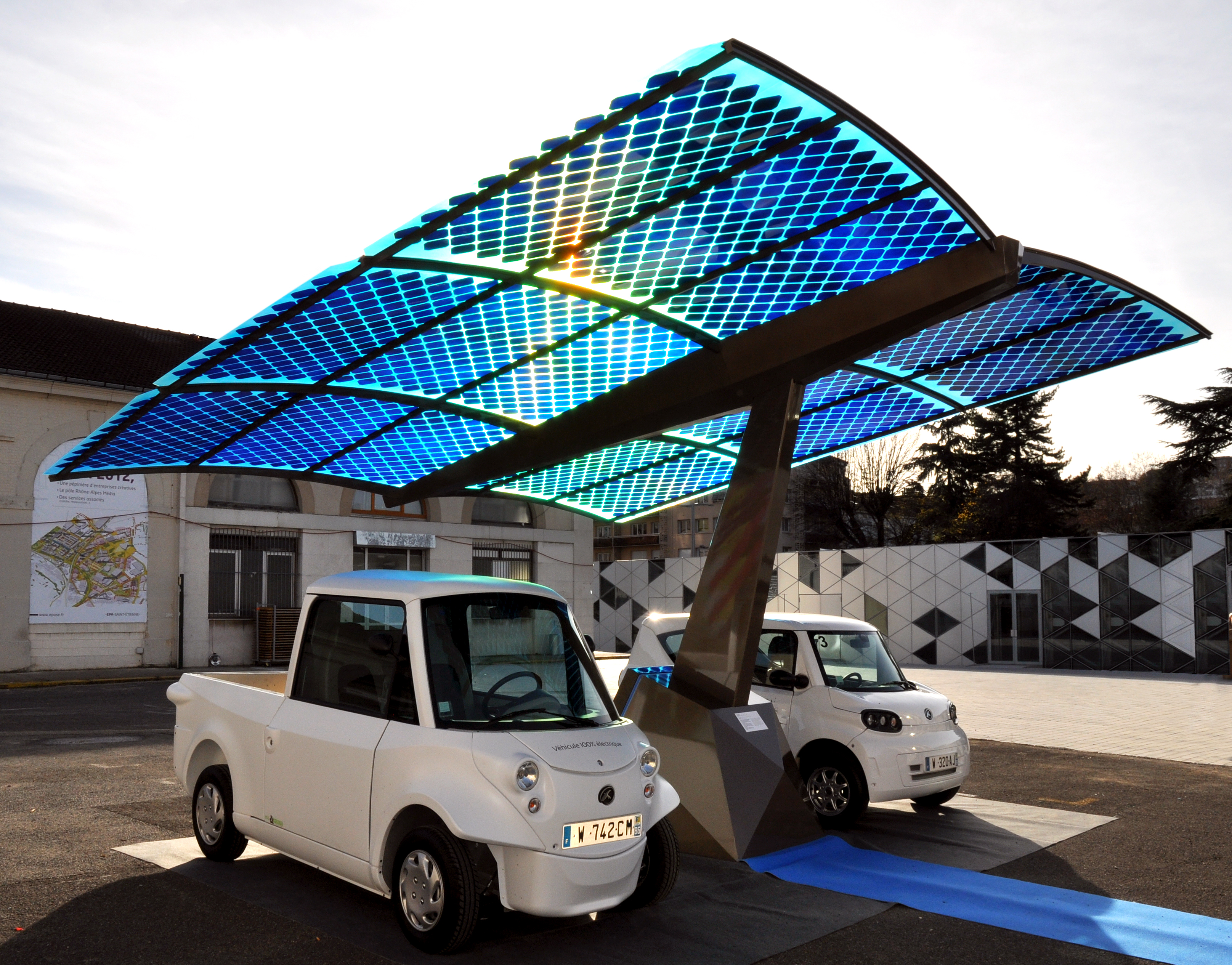
Elbilar laddas med solenergi.

Miljöteknik är olika tekniska lösningar som syftar till att vara miljövänliga. Utvecklingen av miljöteknik baserar sig på att modern tillverkning och konsumtion ger olika effekter på miljön, och miljöteknik kan då minska negativa effekter på miljön.

## Varianter
Uppdelat på olika teknologier kan miljöteknik delas in i fyra olika slag. De är:
- utvinnings- och processteknik som minskar skadliga utsläpp av restprodukter
- produktutveckling som är livscykelbaserad
- rening, efterbehandling eller återvinning
- miljömätteknik och andra analysmetoder

Ovanstående täcker in det allra mesta inom moderna teknologier, så traditionellt brukar man endast betrakta de två sistnämnda kategorierna som typisk miljöteknik.
Det kan handla om allt från utveckling av vindkraftverk och miljövänliga bilar till miljövänliga kemikalier i industriprocesser och vattenreningsverk. I många fall sammanfaller lösningar för miljöteknik med lösningar för kvalitetsteknik.

## Utveckling
Utvecklingen av miljöteknik är mycket betydelsefull för den moderna samhällsutvecklingen. Med hjälp av bland annat filter kan industriutsläpp minskas. Produktionen kan också göras mer miljövänlig genom tillverkningsprocesser som kräver mindre resurser och mindre behov av skadliga ämnen. Återanvändning eller återvinning av begagnade produkter bidrar till ett ökat kretsloppstänkande i samhället. Att använda naturegna processer, bland annat för att bryta ner avfall eller omvandla detta till nya produkter bidrar också till minskat slitage på miljön.
Miljöteknik inbegriper även verktyg för att hantera och återvinna olje- och kemikaliespill i tillverkningsindustrin. Dessa kallas för spillredskap, att jämföra med brandredskap som idag är standardutrustning i hela samhället. Den som arbetar med miljöteknik kan typiskt kallas miljöingenjör.
På senare år har den miljötekniska industrin vuxit kraftigt, och redan 1993 var den sammanlagda världsmarknaden för dylik teknik värd cirka 200 miljarder US-dollar. Cirka 1,7 miljoner människor arbetar på företag inom miljöteknikindustrin (i snävare betydelse), och av dessa finns 800 000 i USA, 250 000 i Tyskland och 200 000 i Japan. Bland länder som är nettoexportörer av miljöteknik finns Sverige, Storbritannien, Frankrike och Nederländerna.
Miljöteknikbranschen är relaterad till andra typer av tekniska områden som fysik, kemiteknik och bioteknik.
Globalt läggs cirka 2 procent av offentliga forskningsmedel på miljöforskning, med Sverige på en siffra på runt 2,5 procent. Miljötekniska lösningar kräver ofta tester i full skala, vilket innebär ekonomiska risker och ett behov av statliga bidrag till den tekniska utvecklingen.